# Neverland (công ty)
Neverland Company Inc. (株式会社ネバーランドカンパニー Kabushiki-gaisha Nebārando Kanpanī) là một nhà phát triển trò chơi điện tử của Nhật Bản được thành lập vào ngày 7 tháng 5 năm 1993. Họ đã phát triển các game cho Super NES, Dreamcast, GameCube, PlayStation 2, Game Boy Color, Nintendo DS, Nintendo 3DS, PlayStation Portable, PlayStation 3 và Wii. Các trò chơi đáng chú ý nhất mà công ty này phát triển là một phần của loạt trò chơi điện tử Lufia và Rune Factory. Vào tháng 11 năm 2013, công ty tuyên bố ngừng hoạt động và nộp đơn xin phá sản. Năm sau đó, nhiều thành viên cũ của hãng đã được Marvelous thuê lại, chính là công ty đã xuất bản nhiều trò chơi trước đó của họ.

## Những trò chơi đã phát triển

### Super NES
- Lufia & the Fortress of Doom
- Hat Trick Hero 2
- Lufia II: Rise of the Sinistrals
- Chaos Seed: Fūsui Kairoki (Nhật Bản)
- Energy Breaker (Nhật Bản)

### Game Boy Color
- Lufia: The Legend Returns

### Sega Saturn
- Senkutsu Katsuryu Taisen: Chaos Seed

### Dreamcast
- Record of Lodoss War
- Fushigi no Dungeon: Fuurai no Shiren Gaiden: Jokenji Asuka Kenzan!

### Game Boy Advance
- CIMA: The Enemy

### Nintendo GameCube
- Disney's Party

### PlayStation 2
- Shining Force Neo
- Shining Force EXA

### PlayStation 3
- Rune Factory: Tides of Destiny

### PlayStation Portable
- Rengoku: The Tower of Purgatory
- Rengoku II: The Stairway to H.E.A.V.E.N

### Wii
- Rune Factory Frontier
- Rune Factory: Tides of Destiny

### Nintendo DS
- Egg Monster Hero
- Rune Factory: A Fantasy Harvest Moon
- Rune Factory 2: A Fantasy Harvest Moon
- Dramatic Dungeon Sakura Taisen
- Rune Factory 3: A Fantasy Harvest Moon
- Lufia: Curse of the Sinistrals

### Nintendo 3DS
- Rune Factory 4